# Amos
Amos – imię męskie pochodzenia biblijnego. Wywodzi się od hebr. עמוס amos – „mocny, dźwigający ciężary”. Patronem tego imienia jest Amos, jeden z dwunastu proroków mniejszych, którego imieniem nazwana jest jedna z ksiąg biblijnych – Księga Amosa. Obchodzi imieniny 31 marca.
Amos w innych językach:
- rosyjski – Амос[1].

Znane osoby noszące to imię:
- Jan Ámos Komenský, czeski pedagog, filozof, reformator i myśliciel protestancki
- Amos Oz, izraelski pisarz, eseista i publicysta
- Amos Gitaj, izraelski reżyser filmowy